# Антропоморфізм

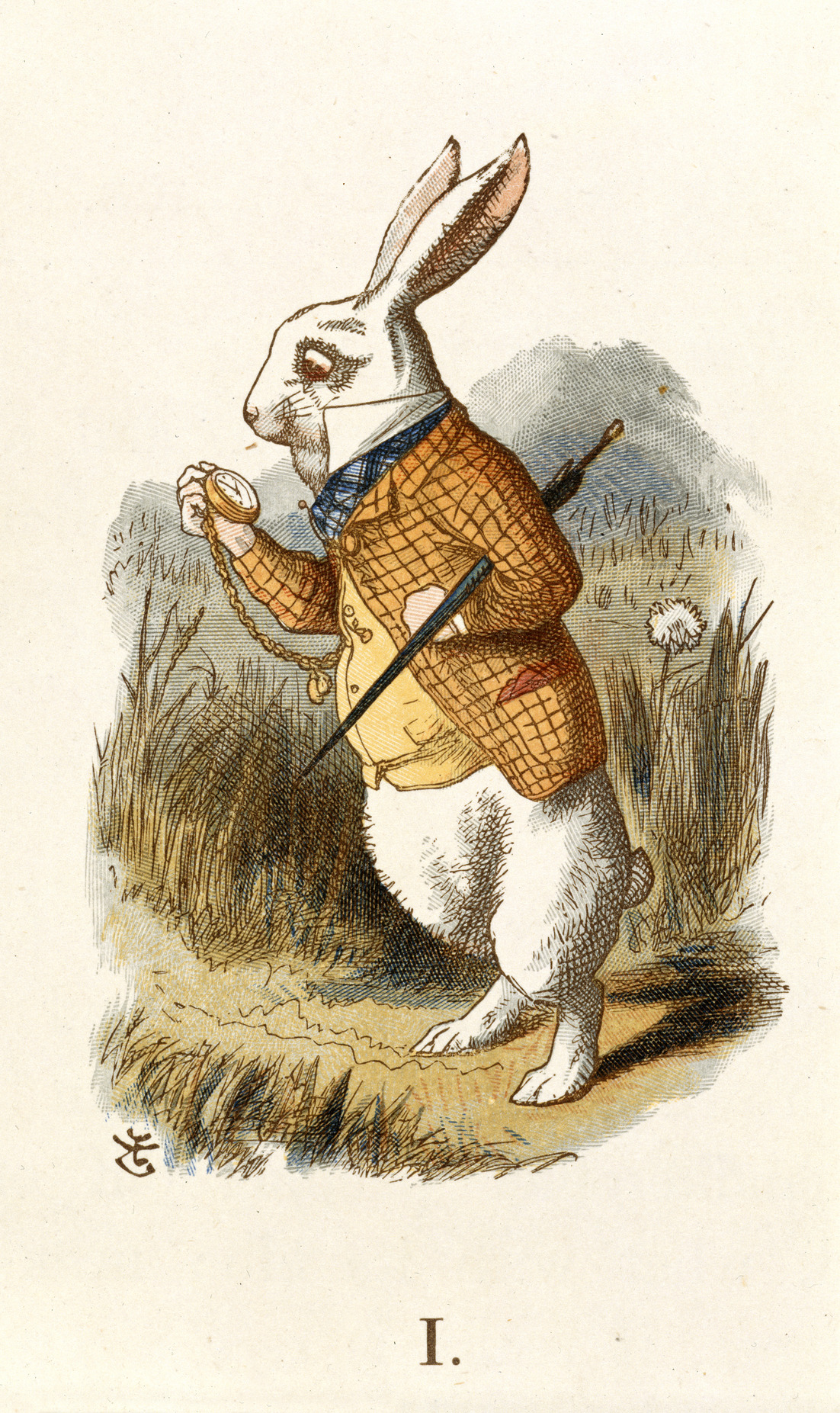
Антропоморфізоване зображення Білого кролика у Алісі в країні чудес. Гарно ілюструє не лише зовнішні атрибутики, як одяг, та аксесуари, так і розуміння таких складних понять як час, та можливість запізнитися

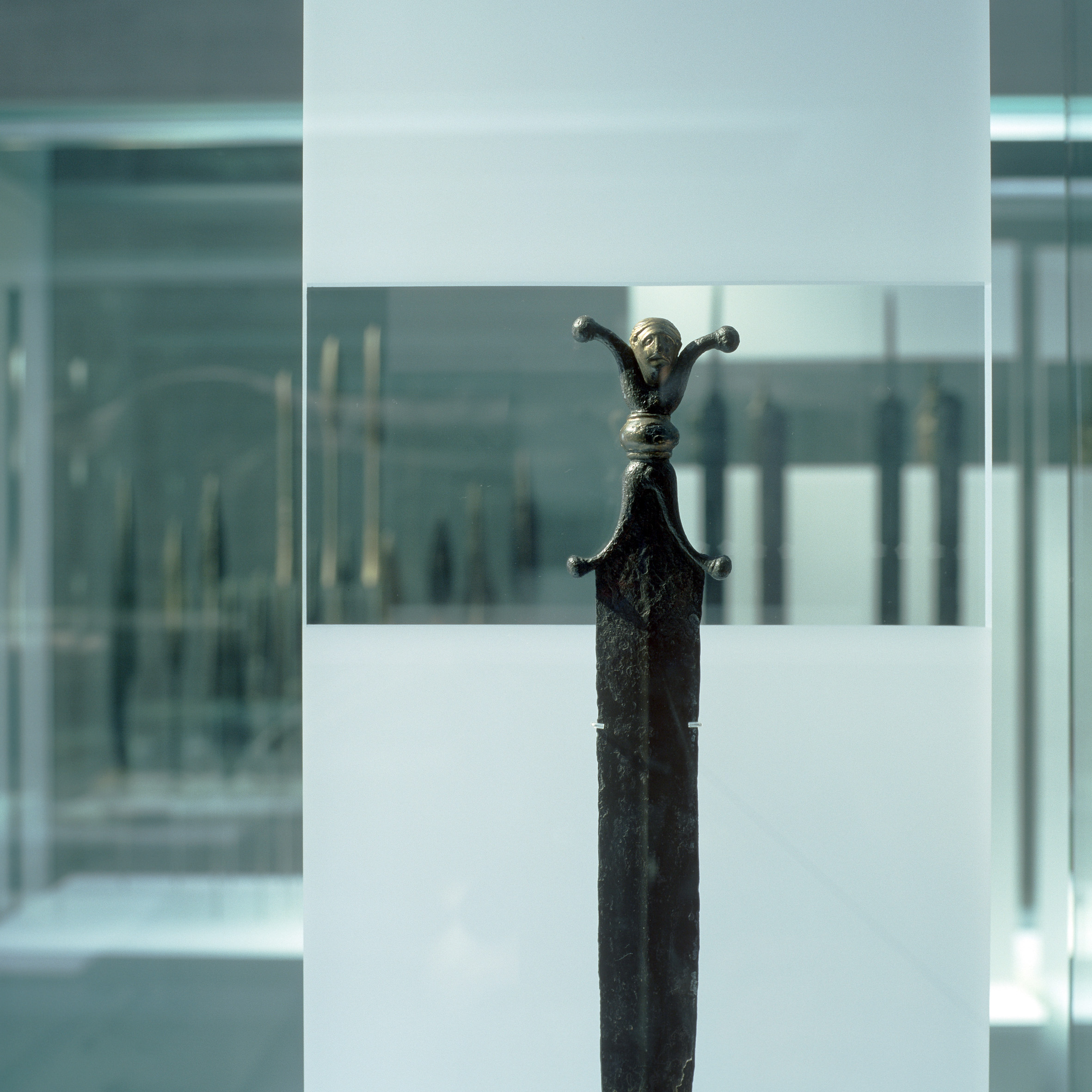
Кельтcький меч з антропоморфним руків'ям, музей Латеніум, Невшатель, Швейцарія

Антропоморфі́зм (грец. ανθρωπος — людина, грец. μορφή — вигляд, форма) — уподібнення будь-чого, що не є людиною, до людини або перенесення її фізичних та інтелектуальних властивостей на істот, речі та явища навколишнього світу. До антропоморфізму належить як зовнішнє уподібнення до людини — в пропорціях, формі, рисах зовнішності та атрибутах, так і за мотиваціями, намірами чи емоціями. Завдяки антропоморфізму відбувається розуміння та освоєння людиною зовнішнього світу, з яким вона взаємодіє.
Антропоморфізм властивий міфології, де людське екстраполюється на природне; він різною мірою лежить в основі майже всіх релігій, що уявляють богів людиноподібними за виглядом, намірами, вчинками. Значною мірою антропоморфізм проявляється в сучасній художній творчості, повсякденному житті та науці як наслідок антропоцентризму.

## Історія
Вперше термін антропоморфізм використав давньогрецький філософ Ксенофан, що жив у VI-V столітті до н.е. Ксенофан помітив, що мешканці описують місцевих богів схожими по кольору шкіри та обличчю на себе: грецькі боги мали світлу шкіру, тоді як африканські — темну.
У філософії Людвіга Фейєрбаха стверджується, що уявлення про Бога є наслідком відображення в свідомості найкращих людських якостей. Едвард Тайлор відстоював думку, що духи й боги в міфологіях та релігіях є наслідком антропоморфізації явищ природи.
Антропоморфізм був ґрунтом для стародавньої поезії і народної творчості в цілому. Риси антропоморфізму проявляються в образному мисленні, мистецтві й літературі, наприклад в байках, в казках, де часто різним тваринам і речам приписуються людські властивості.
В сучасності антропоморфізм передусім проявляється в художній творчості. Наприклад, коли тварини поводяться як люди і на рівних взаємодіють з людьми, або їм надається людиноподібний вигляд, людський спосіб життя. Поєднання антропоморфізму та зооморфізму виражається в субкультурі фурі. Антропоморфізм поширений в фантастиці, переносячи людські риси на невідомі, але можливі явища та істот: іншопланетян, штучний інтелект тощо.
Антропоморфізм почасти проявляється в турботі про домашніх тварин, коли їм робляться зачіски, одяг, яких вони не потребують. Тим самим тваринам приписується почуття прекрасного, розуміння поняття моди. Також антропоморфізм вбачається в дослідженнях здатності тварин до творчості.
До антропоморфних агентів сучасності належать і людино-машинні інтерфейси, такі як Siri. При цьому дослідження вказують на те, що люди не вірять повністю що такі HMI програми дійсно мають людські емоції чи думки, але практично взаємодіють з цими програмами так, як взаємодіють з іншими людьми.